# Servizio ferroviario suburbano di Anversa
Il servizio ferroviario suburbano di Anversa (in francese Train S Anvers; in olandese S-trein Antwerpen) è il servizio ferroviario suburbano che serve la città belga di Anversa.

## Storia
Il servizio venne attivato il 3 settembre 2018.

## Rete
La rete si compone di 4 linee; di queste, la S1 è anche parte della rete di Bruxelles:
- S1 Anversa - Bruxelles
- S32 Puurs - Roosendaal
- S33 Anversa - Mol
- S34 Anversa - Lokeren